# Amerikaanse sperwer
De Amerikaanse sperwer (Accipiter striatus) is een roofvogel uit de familie van de havikachtigen (Accipitridae).

## Kenmerken
Het zijn de kleinste sperwers uit Amerika. Ze worden tot 30 centimeter groot en met de vleugels gespreid tot 55 centimeter breed. De vrouwtjes worden iets groter dan de mannetjes. Hun vleugels zijn kort en breed en de staart eindigt vierkant en lang. Hij is zwart en grijs geringd. De ogen zijn oranje tot rood gekleurd. Bij de jongen zijn die geel van kleur.

## Leefwijze
Het jagen gebeurt tussen dichte begroeiing waar ze tussen vliegen. Dat is niet altijd even veilig voor de sperwer. Meestal zijn het mussen, vinken, mezen en lijsters die verrast worden. Vrouwtjes kiezen ook grotere prooien. De prooien worden ook volledig gepluimd voor ze worden op gegeten. Het gebeurt niet gauw maar ze eten ook knaagdieren, hagedissen, kikkers, slangen of grote insecten.

## Voortplanting
Het nest wordt hoog in een dichte boom gebouwd. Daarin leggen ze 3 tot 8 eieren. Omdat de eieren zo'n mooie kleuren hebben, worden ze vaak gepakt door mensen die ze verzamelen. Na ongeveer 20 dagen komen de jongen uit. Het mannetje zorgt voor voedsel terwijl het vrouwtje broedt. De jongen vallen ook ten prooi van grotere roofvogels.

## Verspreiding en leefgebied
Het is een kleine vogel die wijdverspreid voorkomt in Noord- en Midden-Amerika. Hij leeft in verschillende habitats, waaronder naaldbossen, loofbossen, tropisch regenwoud, subtropisch regenwoud en graslanden van aan de kust tot op 4000 meter hoogte.
De soort telt zeven ondersoorten:
- A. s. perobscurus: Haida Gwaii (Brits-Columbia in Canada).
- A. s. velox: Canada en de Verenigde Staten.
- A. s. suttoni: van zuidelijk New Mexico tot oostelijk Mexico.
- A. s. madrensis: zuidwestelijk Mexico.
- A. s. fringilloides: Cuba.
- A. s. striatus: Hispaniola.
- A. s. venator: Puerto Rico.